# موسى بن محمد السليم
موسى بن محمد السليم، كاتب وشاعر وتربوي، وأحد أبرز مسؤولي المملكة العربية السعودية الذين تولوا مهام ومناصب متعددة.

## الدراسة والعمل
- تلقى تعليمه الابتدائي بمكة المكرمة.
- تلقى تعليمه المتوسط والثانوي في دار التوحيد بالطائف.
- حصل على درجة البكالوريوس في تخصص اللغة العربية من كلية الشريعة والدراسات الإسلامية بمكة المكرمة (جامعة أم القرى) حاليًا.
- حصل على الدبلوم التربوي في الإدارة والتخطيط التربوي عام 1395هـ/1975م.
- عمل لأكثر من ثلاثين عام في قطاع التربية والتعليم بالمملكة العربية السعودية، وخلال عمله في التعليم أعير لأكثر من جهة؛ لإنجاز بعض الأعمال والمهام فيها، ومن تلك الجهات:

1. المشاركة في أعمال التربية والتعليم في إمارة رأس الخيمة بين عامي 1392-1394هـ.
2. شارك في وضع خطة منهج اللغة العربية للمرحلة الثانوية في اليمن عام 1396هـ.
3. عمل نائبًا عامًا للمدير العام لمدارس الرياض للبنين والبنات، كما عمل مديرًا لمدارس الرياض للبنين بين عامي 1397-1411هـ.

- عمل مستشارًا بوزارة الداخلية بين عامي 1402-1412هـ، وأعير خلال مدة عمله هذه لإدارة مدارس الرياض للبنين والبنات، ومن ثم عاد لوزارة الداخلية وعمل بها مستشارًا ومساعدًا لمدير العلاقات والتوجيه.
- عمل مستشارًا بوزارة التعليم العالي، كما كلف بالإشراف العام على مكتب الوزير حتى بلغ سن التقاعد عام 1426هـ.
- عين عضوًا في مجلس الشورى في دورته الخامسة عام 1430هـ.[1]

## عضوياته
- عضو في مجلس إدارة مدارس الرياض للبنين والبنات بين عامي 1412-1415هـ.
- عضو مسس ومشتشار تعليمي لشركة الأكاديمية للخدمات التعليمية بالمملكة العربية السعودية.
- عضو مؤسس في مؤسسة عسير للصحافة والنشر.
- عضو في جمعية الأطفال المعاقين.
- عضو في رابطة رواد الكشافة السعودية.
- عضو في نادي الطائف الأدبي.
- أنشأ بعد تقاعده مركز أواصر المعرفة للدراسات والتدريب واستشارات التعليم والتربية.[2]

## شاعريته
يعد موسى السليم من أوائل شعراء الأناشيد الوطنية في السعودية، ومن أوائل شعراء الاستعراضات الوطنية والتربوية، وقد حرص من خلال ذلك كغيره من الشعراء المهتمين بنفس المجال على غرس الوطنية والقيم الإسلامية في نفوس الشباب، وهو ما ظهر في ديوانه الأول: (أغلى وطن) الصادر عام 1421هـ، كما صدر لموسى السليم ديوان آخر ( عبير الحب).

## مؤلفاته
يعد موسى السليم كتاب بعنوان: (من أجل جيل أفضل)، ويعزم على أن يجمع في الكتاب البحوث الخاصة به ومشاركاته الإعلامية والثقافية في المجالات الوطنية والتربوية.